# مذهب سنتی بربر

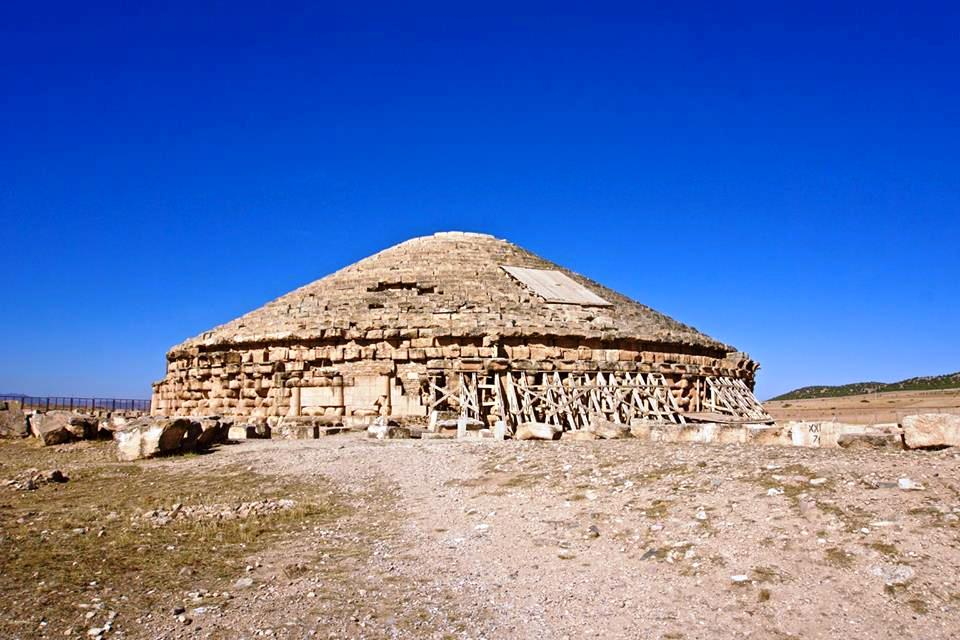
یکی از عبادتگاه های مذهب سنتی بربر

مذهب سنتی بربر (انگلیسی: Traditional Berber religion) مجموعه‌ای باستانی و بومی از باورها و خدایان است که بومیان قوم بربر) در شمال آفریقا به آن پایبند هستند. بسیاری از باورهای آمازیغ باستانی به صورت محلی توسعه یافته‌اند، در حالی که برخی دیگر در طول زمان از طریق تماس با دیگران مانند دین مصر باستان تحت تأثیر قرار گرفته‌اند یا در دوران باستان از دین پونیک، یهودیت، اسطوره ایبری، و دین هلنیستی به عاریت گرفته شده‌اند. جدیدترین تأثیر از اسلام و مذهب در عربستان پیش از اسلام یا اسطوره‌شناسی عرب در دوره قرون وسطی بوده‌است. برخی از باورهای باستانی آمازیغ هنوز هم امروزه به صورت ماهرانه در فرهنگ و سنت عامه آمازیغ وجود دارد. تأثیرات همزمان از مذهب سنتی آمازیغ را می‌توان در برخی ادیان دیگر نیز یافت.